# D'Lo Brown
Accie Julius Connor, meglio noto come D'Lo Brown (Burlington, 22 ottobre 1970), è un wrestler statunitense.
D'Lo Brown è stato allenato da Al Snow e Larry Scarpe. Ha debuttato nel 1994 nel circuito indipendente, dove vince molti titoli. Nel 1997, debutta nella World Wrestling Federation nella stable della Nation of Domination. Nel 2001, lascia la WWF per tornare nelle circuito indipendente, dove fa incetta di titoli. Dal 2003 al 2004 lavora nella Total Nonstop Action Wrestling.
Tra i tanti titoli detenuti figurano 4 WWE European Championship, un WWE Intercontinental Championship e un NWA World Tag Team Championship (quando era difeso in TNA).

## Carriera

### Circuito indipendente (1994–1997)
Connor iniziò la propria carriera nel wrestling in New Jersey come "Ace the Animal". Nel 1994 lottò contro Earthquake nella World Wrestling Federation come jobber. Quindi passò alla Smoky Mountain Wrestling, dove divenne il capo della sicurezza dei The Gangstas. Quando i Gangstas lasciarono la SMW nel 1995, egli firmò un accordo con la WWF e fu mandato nella Heartland Wrestling Association per fare esperienza. Nel 1996 lottò anche svariate volte a Porto Rico nella World Wrestling Council.

### World Wrestling Federation/Entertainment (1997–2003)
D'Lo Brown fece il suo debutto in WWF nel 1997 come membro della Nation of Domination guidata da Faarooq. Nella puntata di Shotgun Saturday Night del 26 aprile, fece il suo debutto nel ring in coppia con Crush e Savio Vega sconfiggendo Aldo Montoya, Steve Corino e Freddie Joe Floyd. Il 26 maggio lottò il suo primo match a Raw dove sconfisse Bob "The Spark Plugg" Holly. Dopo King of the Ring, Faarooq espulse il resto dei membri della Nation, ad eccezione di D-Lo, al quale più tardi si unirono Ahmed Johnson (in seguito sostituito con Rocky Maivia), Kama Mustafa e Mark Henry. A Badd Blood: In Your House dello stesso anno, D-Lo, Kama e Rocky sconfissero i Legion of Doom in un Six-man tag team match. Nel mese di novembre alle Survivor Series, il team dei Legion of Doom si prese la rivincita sconfiggendo la Nation of Domination. Nel 1998, alla Royal Rumble, prese parte al Royal Rumble match entrando con il numero 11 ma fu eliminato da Faarooq. La Nation of Domination continuò la faida con Ahmed Johnson che si concluse a No Way Out of Texas: In Your House con la vittoria del team di Johnson formato anche da Ken Shamrock e i Disciples of Apocalypse. A WrestleMania XIV, prese parte insieme a Mark Henry alla 15-team Battle Royal ma venne eliminato da 8-Ball. Nella puntata di Raw is War dopo WrestleMania, la Nation of Domination attaccò il leader Faarooq e Rocky Maivia, da poco rinominato The Rock, ne usurpò la leadership. La Nation iniziò così una rivalità con Faarooq che terminò ad Unforgiven: In Your House in un Six-man tag team match dove D'Lo, Mark Henry e The Rock furono sconfitti da Faarooq, Ken Shamrock e Steve Blackman. Successivamente la Nation iniziò una faida con la D-Generation X portando uno scontro tra i due team a Over the Edge: In Your House che vide trionfare la Nation, mentre a Fully Loaded: In Your House, D'Lo batté uno dei membri della DX, X-Pac.

#### Infortunio a Darren Drozdov
Il 5 ottobre 1999 Brown fu inavvertitamente la causa della brusca fine della carriera di Darren "Droz" Drozdov, quando sbagliando l'esecuzione di una running powerbomb lo infortunò al collo paralizzandolo dalla testa in giù. Il match venne filmato per la puntata del 7 ottobre di SmackDown!, ma non fu mai mandato in onda a causa dell'incidente. Droz restò paralizzato a vita. Nel corso di un'intervista concessa a Title Match Wrestling, D'Lo Brown smentì la leggenda metropolitana secondo la quale un fan aveva lanciato un oggetto sul ring che lo aveva fatto scivolare e ferire gravemente Drozdov. D'Lo si prese la responsabilità dell'accaduto avendo sbagliato l'esecuzione della mossa, affermando che l'incidente sarebbe potuto accadere a "qualsiasi" lottatore con cui era stato sul ring quella notte. Aggiunse anche che l'incidente lo ha portato a "lottare in modo diverso" e a prevedere e ponderare bene ogni mossa che ha eseguito sul ring da quel giorno in poi. Drozdov ha sostenuto di non incolpare Brown per l'infortunio e di ritenere l'episodio uno sfortunato incidente.

### Total Nonstop Action Wrestling (2003–2004)
Connor, utilizzando sempre il ring name D'Lo Brown, entrò nella Total Nonstop Action Wrestling nel marzo 2003. Durante questo periodo nella NWA TNA fece coppia con AJ Styles in molte occasioni e i due arrivarono a sfidare i campioni NWA World Tag Team, ma senza successo. Quando il tag team si divise, Brown sfidò Styles per l'NWA World Heavyweight Championship ma venne sconfitto.
Il 19 marzo 2003 Brown lottò insieme a Dusty Rhodes e Jeff Jarrett per sconfiggere Erik Watts, Brian Lawler e David Flair. Il 2 aprile 2003, D'Lo Brown venne sconfitto dal campione NWA World Heavyweight Jeff Jarrett. Il 14 aprile 2004, Brown e Gran Apolo vinsero le cinture NWA World Tag Team Championship battendo Kid Kash e Dallas, perdendole poi solo una settimana dopo. Nell'estate del 2004 D'Lo lasciò la TNA.

### All Japan Pro Wrestling e Regno Unito (2005–2007)
Brown si spostò nella All Japan Pro Wrestling, lottando come membro della stable Roughly Obsess and Destroy (RO&D). Durante uno di questi tour in Giappone, il 17 settembre 2006, Brown tradì la RO&D per unirsi alla fazione rivale Voodoo Murders. Brown lasciò la All Japan nel 2007 e si riunì con la RO&D nella Pro Wrestling Noah.
Oltre che in Giappone, Brown effettuò anche tournée nel Regno Unito, e lottò nella Irish Whip Wrestling irlandese.

### Ritorno in WWE (2008–2009)
Nel 2008 Brown cominciò a lottare in alcuni dark match per la WWE. Il 5 giugno venne ufficializzato il suo ritorno nella compagnia. Fece il suo ritorno televisivo il 21 luglio a Raw, dove sconfisse Santino Marella. Poco tempo dopo, le apparizioni televisive di Brown si fecero sempre più sporadiche, e il 9 gennaio 2009, il sito web ufficiale della WWE diffuse la notizia che il suo contratto era stato rescisso a causa dei tagli di budget.

### Ritorno nella AJPW (2013)
L'11 agosto 2013 la All Japan Pro Wrestling annunciò che Brown sarebbe tornato nella compagnia il mese seguente per partecipare all'Ōdō Tournament 2013. Brown tornò l'11 settembre lottando in un match tag team, dove lui e Bambi Killer sconfissero i Burning (Atsushi Aoki & Yoshinobu Kanemaru). Tre giorni dopo, Brown venne eliminato da Kanemaru al primo round del torneo Ōdō. Per il resto del tour, che durò fino al 23 settembre, Brown lottò in match di coppia nel midcard, perdendo quasi sempre. Il 3 ottobre Brown fu riconfermato anche per il prossimo tour All Japan, che cominciò il 12 ottobre. Brown continuò a lottare in coppia con Bambi Killer, e i due finirono per formare una stable heel chiamata DK (Dark Kingdom) capeggiata da Kenso.

## Personaggio

### Mosse finali
- Lo Down (Strecth-out Frog Splash)
- Sky High (Lifting Spinning Sitout Spinebuster, raramente dalla terza corda)

### Manager
- Ivory
- Tiger Ali Singh
- Theodore Long
- Mark Henry

## Titoli e riconoscimenti
- Backed Against The Wall Wrestling
  - BAW Championship (1)
- Border City Wrestling
  - BCW Can-Am Heavyweight Championship (2)
- Cleveland All–Pro Wrestling
  - CAPW North American Championship (2)
- Global Wrestling Alliance
  - GWA Heavyweight Championship (4)
- Great Lakes Wrestling
  - GLW Heavyweight Championship (12)
- Heartland Wrestling Association
  - HWA Heavyweight Championship (2)
- International Wrestling Association
  - IWA World Tag Team Championship (1) - con Glamour Boy Shane
- International Wrestling Promotions
  - IWP Heavyweight Championship (8)
- Irish Whip Wrestling
  - IWW International Heavyweight Championship (1)
- Maximum Pro Wrestling
  - MXPW Heavyweight Championship (2)
- New Era Pro Wrestling
  - NEPW Heavyweight Championship (6)
- Pro Wrestling Illustrated
  - 61º nella lista dei 500 migliori wrestler singoli (2004)
- Pro Wrestling Noah
  - GHC Tag Team Championship (1) - con Buchanan
- Total Nonstop Action Wrestling
  - NWA World Tag Team Championship (1 - con Gran Apolo)
- World Wrestling Federation
  - WWF Intercontinental Championship (1)
  - WWF European Championship (4)

## Nei videogiochi
- WWF Attitude[19]
- WWF WrestleMania 2000[20]
- WWF SmackDown![21]
- WWF Royal Rumble[22]
- WWF No Mercy[23]